# IC 3574
IC 3574 ist eine Elliptische Galaxie vom Hubble-Typ E4 im Sternbild Jungfrau auf der Ekliptik. Sie ist schätzungsweise 589 Millionen Lichtjahre von der Milchstraße entfernt. Die Galaxie ist unter der Katalognummer VCC 1665 als Mitglied des Virgo-Galaxienhaufens gelistet, ist dafür jedoch viel zu weit entfernt.

Im selben Himmelsareal befinden sich u. a. die Galaxien NGC 4550, NGC 4551, NGC 4552, IC 3586.
Das Objekt wurde am 18. September 1900 vom deutschen Astronomen Arnold Schwassmann entdeckt.